# Protoptila tenebrosa
Protoptila tenebrosa là một loài Trichoptera trong họ Glossosomatidae. Chúng phân bố ở miền Tân bắc.